# Bert (voornaam)
Bert is een Germaanse voornaam van een jongen, met als betekenis "schitterend" of "stralend". De naam komt ook vaak voor in langere variaties, door combinatie met andere elementen: bv. Adelbert, Albert, Gijsbert, Bertrand, Bertus of Hubertus. Een andere, aanverwante vorm is Bart, maar Bart kan ook een Bijbelse naam zijn (als afkorting van o.a. Bartolomeus).

## Bekende personen met de voornaam Bert

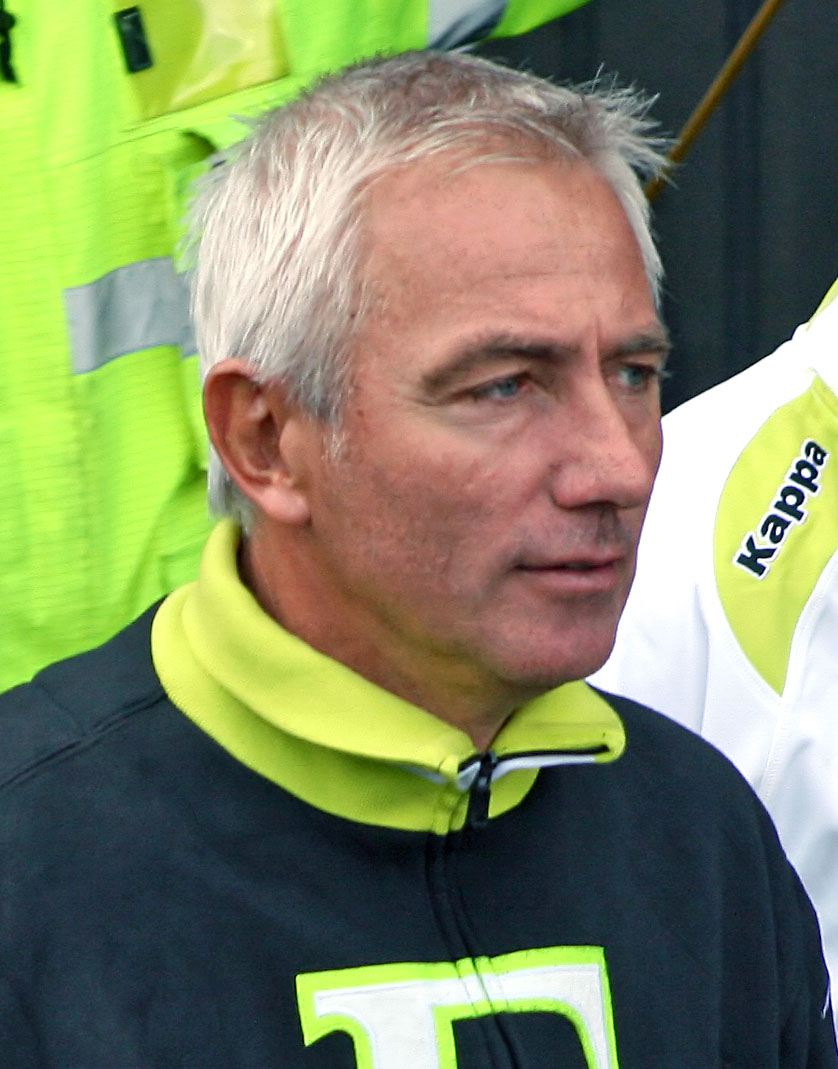
Bert van Marwijk

- Bert is een van de figuren uit Sesamstraat (zie Bert en Ernie)
- Bert Kruismans, Belgisch komiek
- Bert Brouwer, Nederlands architect
- Bert Toorman, Nederlands architect
- Bert Visscher, Nederlands cabaretier
- Bert Koenders, Nederlands politicus
- Bert Kuizenga, Nederlands televisiepresentator, acteur en revue-artiest
- Bert van Marwijk, Nederlands voetballer en voetbalcoach
- Bert Williams, Engels voetballer
- Bert Jansen, Nederlands voetballer
- Bert Joris, Belgisch muzikant
- Bert De Cleyn, Belgisch voetballer
- Bert Steltenpool, Nederlands voetballer
- Bert Zuurman, Nederlands voetballer
- Bert Zimmerman, Nederlands Antilliaans voetballer
- Bert Huysentruyt, Belgisch muzikant, acteur en fotograaf
- Bert Verbeke, Belgisch acteur, zanger en muzikant
- Bert Heerink, Nederlands zanger en muzikant
- Bert Haanstra, Nederlands filmregisseur, etholoog en fotograaf
- Bert Sommer, Amerikaans singer-songwriter en acteur
- Bert Meerstadt, Nederlands bestuurder
- Bert Dockx, Belgisch jazzgitarist
- Bert Dijkstra, Nederlands acteur
- Bert Plagman, Nederlands poppenspeler en stemacteur
- Bert Geurkink, Nederlands acteur
- Bert Luppes, Nederlands acteur en toneelregisseur
- Bert Freed, Amerikaans acteur
- Bert van den Dool, Nederlands acteur, presentator en producent
- Bert Keijts, Nederlands bestuurder
- Bert Vermeeren, Nederlands kunstschilder
- Bert André, Nederlands acteur
- Bert Otto, Nederlands kunstschilder